# トライアルズ フュージョン
『トライアルズフュージョン』（Trials Fusion）は、ユービーアイソフトより2014年5月29日に発売のレースゲーム。
トライアルズシリーズの5作目。対応プラットフォームはMicrosoft Windows、PlayStation 4、Xbox 360、Xbox One。

## 内容
操作画面は2Dで、スタントバイクを乗り回し起伏やギミックのあるコースを攻略していく、モトクロススタイルのゲームとなっている。トライアルズシリーズでは、中心となるのはモトクロスバイクである。このバイクに、プレイヤーの分身でもあるライダーが乗って運転する。起伏のあるステージを「アクセル・ブレーキ・リーン（体重移動）」でウィリー状態を「維持・疾走・反動」を付けてジャンプし、華麗に乗り越えていくことが目的。
各セクションごとにチェックポイントが設定されており、道中でミスした場合はそこで再開することが可能である。ただしミスできる数に制限が設けられていたり、制限時間が設けられている場合もある。ただゴールするだけではなく、ステージによっては仕掛けを解く、制限プレイをすると言ったミッションが設定されている。
フュージョンでは未来を思わせる人工物や、科学的に暴走したかのような自然が立ち並び、同じく未来的に思わせる仕掛け（ワープゲート）が存在する。明確なストーリーは特にないが、コースとコースでストーリーが繋がっているものも存在する。さらに今作よりダウンロードコンテンツ（DLC）が登場し、かつては本ソフトにシリアルコードがセットになっていた。
また、エディットも出来る。コースが何種類もあり自分でコースを作ることができ、DLCを購入すると使えるパーツが増える。エディットは3Dのフィールドで行い、北極、ジャングル、砂漠、海といろいろな場所を選択できる。

## バイク
今作に登場するバイクは、全て動物の名前からとってバイクの名前にしている。例えば自転車のラビット。そのままウサギからとっている。他のバイクは、バギー、ローチ、ピットバイパー、フォックスバット等がある。バイクは色やホイール、外見を設定できる。外見とホイールは、コースをクリアしていくことで選択できるホイールと外見が手に入る。バイクによっては部分的に性能が異なっており、例えばよく跳ねやすいバイクでホップしながらクリアするなど、選んだバイクでステージの攻略度が変わってくる。他のゲームなどにあるスピードを速くするエンジン等はない。